# Barrison Sisters

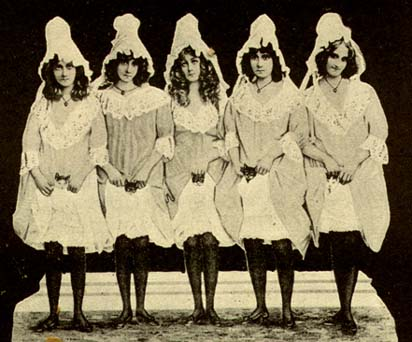
Barrison Sisters, 1890er Jahre

Die Barrison Sisters waren eine Gruppe von fünf Schwestern, die in den 1890er Jahren als Tänzerinnen und Sängerinnen im Vaudeville-Theater große Erfolge feierte.
Die Schwestern wurden alle in Dänemark im Gebiet des heutigen Kopenhagen geboren. Im Einzelnen waren es
- Lona (Abelone Maria, 1871–1939)
- Olga (Hansine Johanne, 1875–?)
- Sophia (Sofie Kathrine Theodora, 1877–1906)
- Inger (Inger Marie, 1878–1918)
- Gertrude (Gertrud Marie, 1881–1946)

Im Jahre 1886 wanderte die Mutter Erika Bareisen (geb. Corvinius, 1851–1905) mit den Kindern in die USA nach New York aus und folgte damit ihrem Mann Niels Bareisen (1849–1905), der ein oft betrunkener Regenschirmmacher war. Der Name „Barrison“ entstand durch Anglisierung von „Bareisen“, des Geburtsnamens aller Schwestern.
Schon als Kinder erregten die Schwestern überall Aufsehen, indem sie stets gleichgekleidet und alle mit langen blonden Locken wie die Orgelpfeifen, eine gerade einen Kopf größer als die andere, nebeneinandergingen. Imre Kiralfy glaubte in ihnen die geborenen Führer seines neuen Kinder-Massenballetts entdeckt zu haben und ließ sie mit den Worten „Macht was ihr wollt“ zehn Minuten lang mit einigen hundert anderen Kindern vor ausverkauftem Haus auf die Bühne. Im deutschen Amberg-Theater New York wurden sie hingegen durch Erlernen einer Gavotte besser auf ihre Auftritte vorbereitet. Nachdem sie Englisch gelernt hatten, traten alle Schwestern in Kinderrollen in verschiedenen Theatern auf, so etwa Gertrude, die Jüngste, als Eva in Onkel Toms Hütte.
Die Schauspielerin und Theaterproduzentin Pearl Eytinge (1854–1914) schlug Ende 1892 einen gemeinsamen Auftritt aller fünf Schwestern vor, schrieb eine kurze pantomimische Nummer und studierte sie mit den fünf Schwestern ein. Premiere war im März 1893 im Varietéprogramm des Eden Musée, hinzu kamen bald ein Soloauftritt von Lona und eine zweite Pantomimenummer aller Schwestern. Durch die Einnahmen konnte sich die Familie den Umzug von der Mietwohnung in ein kleines Haus leisten.
Da die Entdeckerin Pearl Eytinge dem Morphium und Alkohol verfiel, wurde das Management bald von ihrem Geliebten William Fleron (1858–1935) übernommen. Dieser, auch ein dänischer Immigrant, begann eine Beziehung mit der ältesten Schwester Lona, heiratete sie noch 1893 und wurde zum Manager aller Schwestern. Er schrieb ein neues Programm, mit dem die Schwestern auf Tournee in den USA gingen. Sie wurden jetzt mit kecken Tänzen und Sprüchen populär.
Der Durchbruch gelang im September 1893 in Chicago im neu eröffneten „Trocadero“ des Theaterproduzenten Florenz Ziegfeld. Man sagte Fleron, in Paris würden die Schwestern einen riesigen Erfolg haben, also fuhren sie im November 1893 per Schiff dorthin. Dort wurden sie erst einen Monat im Casino de Paris und dann sechs Monate im Folies Bergère engagiert, wo sie in ungekünstelter Unbefangenheit im selben Programm mit Loïe Fuller, Yvette Guilbert und anderen Berühmtheiten auftraten. Anschließend tourten sie im Sommer 1894 durch Frankreich und Belgien.
Die Mutter der Schwestern war mit nach Europa gegangen und begleitete sie während ihres Engagements in Paris, danach ging sie nach Dänemark und kehrte nie mehr nach Amerika zu ihrem Ehemann zurück. Fleron übernahm eine enge Kontrolle über die Schwestern seiner Ehefrau, die jüngste war noch im Kindesalter, und aus dem Engagement in Paris wurde eine über zweijährige Europatournee.
Im Berliner Wintergarten traten sie 1894/95 acht Monate lang auf. Auf der Bühne boten sie jetzt derb-drastische Texte mit naiv-gekünsteltem Gesangsvortrag und Striptease-Einlagen. Berühmteste Nummer wurde eine Szene, in der sie während einen Tanzes das Publikum fragten: „Wollt ihr meine Pussy sehen?“ Nachdem sie das Publikum zu enthusiastischen Reaktionen gebracht hatten, hoben sie ihre Röcke, worunter sie speziell genähte Unterwäsche trugen, aus der jeweils das Gesicht eines lebendigen Kätzchens ins Publikum schaute.
Der Theaterkritiker Alfred Kerr besuchte im Februar 1895 eine Vorstellung im Wintergarten. Er schrieb: „Des Pudels Kern bei all dem Lärmen sind fünf junge Damen von mäßig angenehmem Äußeren. […] In rosafarbenen Kleidern, die sie wie Schulmädchen mittelkurz tragen, kommen sie angehüpft, bald jede ein Püppchen im Arm, bald jede ein Kätzchen in der Schürze. […] Sie benehmen sich absichtlich wie Kinder und haben nicht das Bestreben, dem Publikum die zierliche Beschaffenheit ihrer Unterkleider zu verbergen.“ In Verbindung mit der Rollendarstellung sexueller Aktionsbereitschaft wird dies von Sylke Kirschnick 2007 als „Stereotyp der sexualisierten Kindfrau“ beschrieben. Die jüngste Schwester Gertrude Barrison benannte hingegen 1931 als Grund für den Erfolg: „In einer Zeit der verlogensten Moral bewegten sie sich wie junge Fohlen, die nie den Zwang der bürgerlichen Trense hatten erdulden müssen.“ Außerdem seien sie als Schwestern unzertrennlich gewesen und hätten gesonderte Auszeichnungen von Fremden stets boykottiert. Und sie übernahm die Ansicht von Hugo von Hofmannsthal, der schon damals geschrieben hatte: „Je komplizierter die Traditionen waren, über die sie sich lustig machen, und je weniger sie sich ihrer Überlegenheit bewußt zu sein scheinen, desto größer ist ihr Sieg.“
Um Abwesenheiten einzelner Schwestern auszugleichen und Lona mehr Raum für Soloauftritte zu geben, wurde eine englische Schauspielerin als sechste angebliche Schwester „Ethel Barrison“ in die Gruppe integriert, in Wien gab es sogar kurzzeitig noch eine siebte als „Mabel“. In den Programmen wurden jedoch stets nur „fünf Schwestern“ angekündigt. Die Bekanntheit der Schwestern stieg weiter durch ausführliche Zeitungsberichte über angebliche oder tatsächliche Affären einzelner Schwestern mit jungen Männern adliger Abstammung, einmal sogar über den Suizid eines ungarischen Adligen aus unerwiderter Liebe.
Die Schwestern kehrten 1896 nach Amerika zurück, ihr in Europa höchst erfolgreiches Konzept hatte hier jedoch weniger Anklang beim Publikum. Nachdem sie ihren über acht Wochen laufenden Vertrag erfüllt hatten, boten sich keine weiteren Auftrittsmöglichkeiten, so dass sie zurück nach Europa gingen. Hier hatte inzwischen die Zeitschrift Der Artist unter ihrem Chefredakteur Hermann Otto eine Kampagne gegen sie gestartet und ihnen wurden weitere Auftritte in Preußen verboten. Sie tourten noch acht Monate durch Europa und trennten sich im August 1897. Nur Lona und Gertrude setzten ihre tänzerischen Karrieren alleine fort.
- Die älteste Schwester Lona führte noch etliche Jahre ihr Soloprogramm weiter auf, bei dem sie mit einem weißen Pferd auf die Bühne kam. Nach religiös-moralisch motivierten Protesten wurde sie 1901 von den Berliner Bühnen verbannt. Im Oktober 1908 berichtete die Presse, sie sei bei einem Autounfall mit ihrem Liebhaber, dem Philadelphiaer Captain Clarence Weiner, gestorben.[3] Ihre Schwester Gertrud schrieb jedoch 1931, sie habe sich nach Kopenhagen zurückgezogen und sei nach dem Krieg nach Wien übersiedelt.[2] Sie starb 1939.[9]
- Olga heiratete einen Ungarn und ging nach Budapest. Sie fand sich als einzige im bürgerlichen Leben zurecht und war die einzige, die Kinder hatte, eine Tochter und einen Sohn, der am Ersten Weltkrieg teilnahm. Sie lebte 1931 noch,[2] auch wenn eine andere Quelle ihren Tod auf 1908 datiert.[9]
- Sophia heiratete den amerikanischen Fabrikanten[2] De Lisser[9]. Sie kam mit der engen Atmosphäre einer bürgerlichen Ehe nicht zurecht und starb jung.[2]
- Inger trat noch eine Zeit gemeinsam mit Gertrude in Russland auf. Dann heiratete sie den dänischen Millionär[2] Jacobsen[9], nach Ansicht von Gertrude konnte sie sich „nicht beim Klang des Geldes über das Verstummen des Liedes hinwegtrösten.“[2] Sie starb 1918.
- Die jüngste Schwester Gertrude Barrison, bei Auflösung der Gruppe immer noch minderjährig, ging zunächst zurück zu ihrer Mutter nach Dänemark und dann nach Paris.[3] Sie lebte ab 1906 in Wien und hatte dort eine erfolgreiche Tanzkarriere als Solokünstlerin[10]. Sie starb 1946 als letzte der Schwestern.

Im ersten Jahrzehnt des 21. Jahrhunderts wurde die Gruppe in den Vereinigten Staaten wieder bekannt, weil nach ihnen die Wodkamarke „Five Wives Vodka“ benannt wurde, mit einem Foto der Gruppe auf der Flasche.